# Verbena lasiostachys
Verbena lasiostachys es una especie de planta fanerógama de la familia de las verbenáceas.

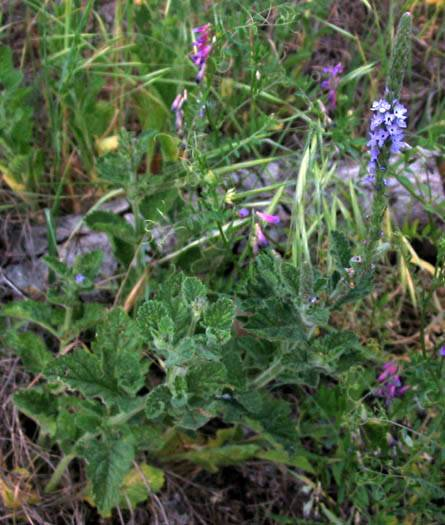
Vista de la planta

## Distribución
Es nativa de Norteamérica occidental de Oregón, a lo largo de California, a Baja California. Está muy extendida y se produce en muchos tipos de hábitat, incluyendo el chaparral de California y los bosques en Sierra Nevada. También se encuentra en áreas perturbadas, donde crece como una maleza común.

## Descripción
Verbena lasiostachys es una hierba perenne que produce uno o más tallos peludos, decumbentes a erectos de hasta 80 centímetros de largo. Las hojas son peludas dentadas o lobuladas y tienen cortos y alados pecíolos.
La inflorescencia está formada por entre una y tres espigas de flores que son densas en la punta y más abiertas en la parte inferior. Cada flor tubular pequeña tiene un cáliz peludo de sépalos y una corola de color púrpura de no más de medio centímetro de ancho. 

## Taxonomía
Verbena lasiostachys fue descrita por Johann Heinrich Friedrich Link y publicado en Enumeratio Plantarum Horti Regii Berolinensis Altera 2: 122. 1822.
Sinonimia
- Verbena lasiostachys f. albiflora Moldenke
- Verbena lasiostachys var. lasiostachys
- Verbena lasiostachys f. scabrida (Moldenke) Moldenke
- Verbena lasiostachys var. scabrida Moldenke
- Verbena lasiostachys f. septentrionalis (Moldenke) Moldenke
- Verbena lasiostachys var. septentrionalis Moldenke
- Verbena prostrata R.Br.
- Verbena robusta Greene[2]